# Dournazac
Dournazac, okzitanisch Dornasac, ist eine französische Gemeinde mit 669 Einwohnern (Stand 1. Januar 2022) im Département Haute-Vienne in der Region Nouvelle-Aquitaine. Sie gehört zum Arrondissement Rochechouart und zum Kanton Rochechouart. Die Bewohner nennen sich Dournazacois oder Dournazacoises.

## Geografie
Die Gemeinde Dournazac liegt an der Grenze zum Département Dordogne im Regionalen Naturpark Périgord-Limousin, 40 Kilometer südwestlich von Limoges. Sie grenzt im Nordwesten an Cussac (Berührungspunkt), im Norden an Champagnac-la-Rivière, im Nordosten an Châlus, im Osten an Bussière-Galant, im Süden an Firbeix, im Südwesten an Mialet und im Westen an La Chapelle-Montbrandeix. Die südliche Gemeindegrenze markiert die Dronne.

## Geologie
Östlich von Dournazac, im Weiler La Rougerie, gibt es Merlis-Serpentinite.

## Bevölkerungsentwicklung
| Jahr                       | 1962 | 1968 | 1975 | 1982 | 1990 | 1999 | 2008 | 2013 | 2020 |
| Einwohner                  | 1257 | 1138 | 1006 | 851  | 810  | 728  | 686  | 650  | 669  |
| Quellen: Cassini und INSEE |      |      |      |      |      |      |      |      |      |

## Sehenswürdigkeiten
- Burg Montbrun, Monument historique
- Kirche Saint-Sulpice, Monument historique
- Abtei aus dem 12. Jahrhundert (L’Abbaye de Thavaud)

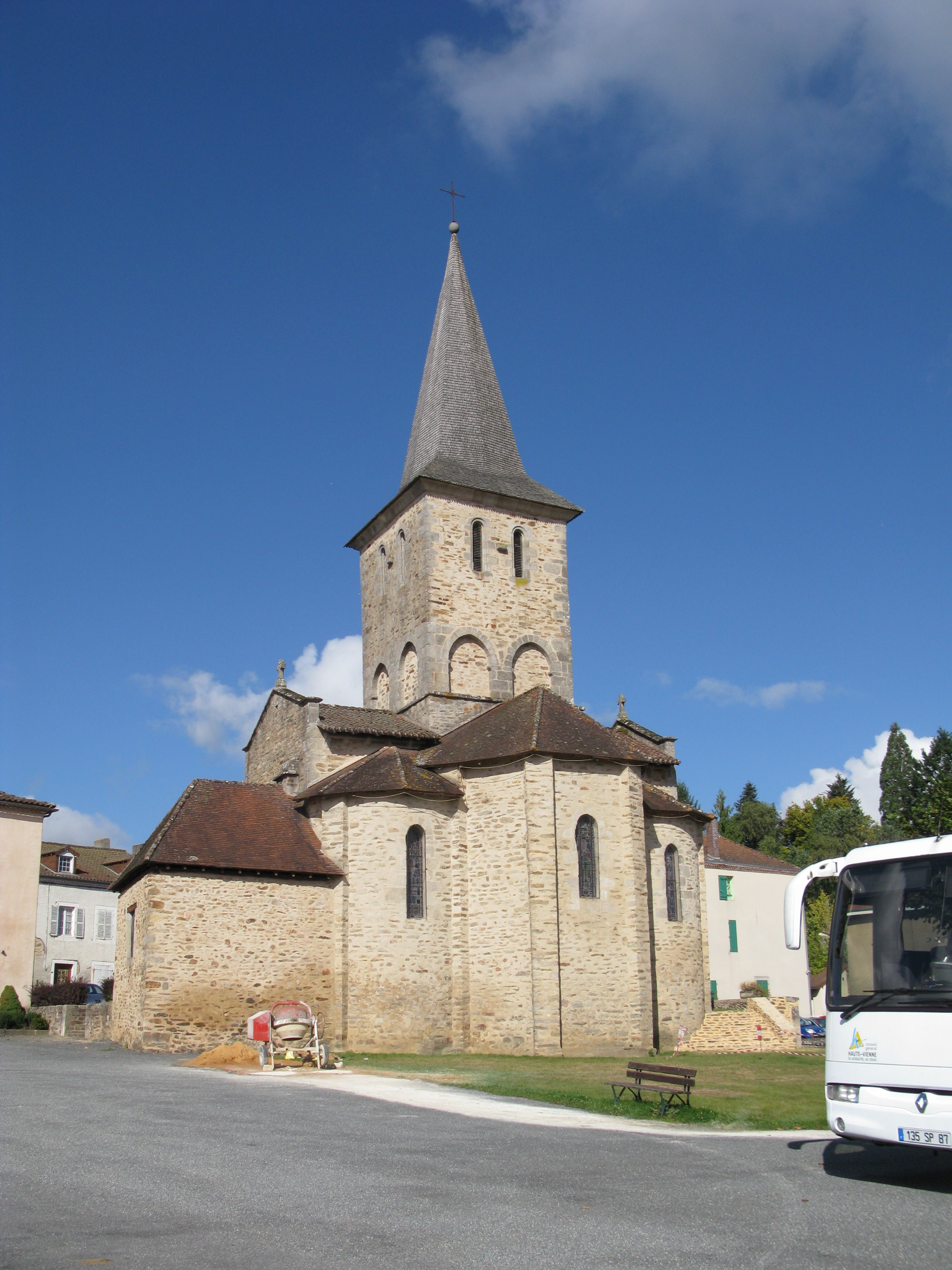
Kirche Saint-Sulpice
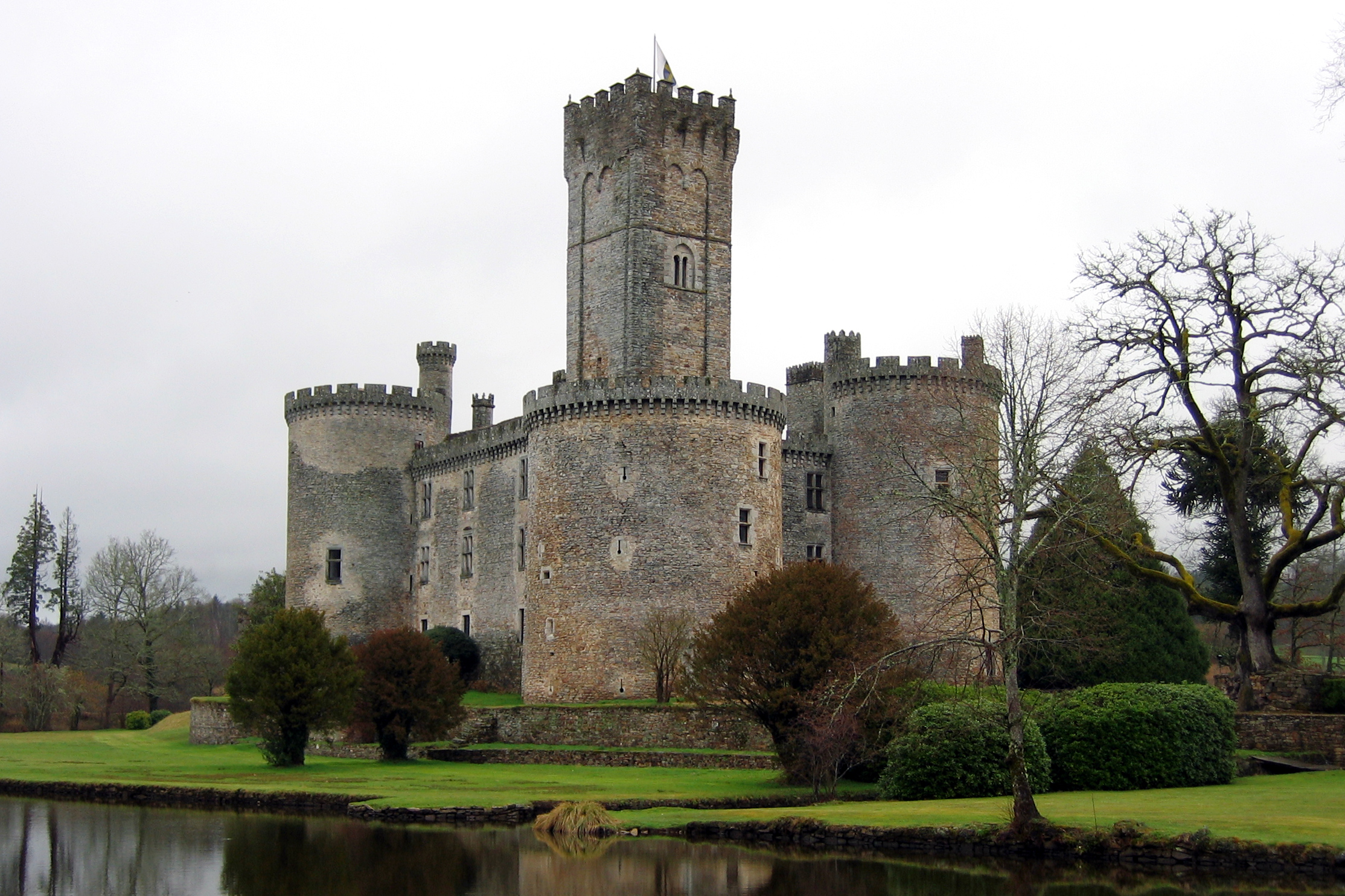
Burg Montbrun
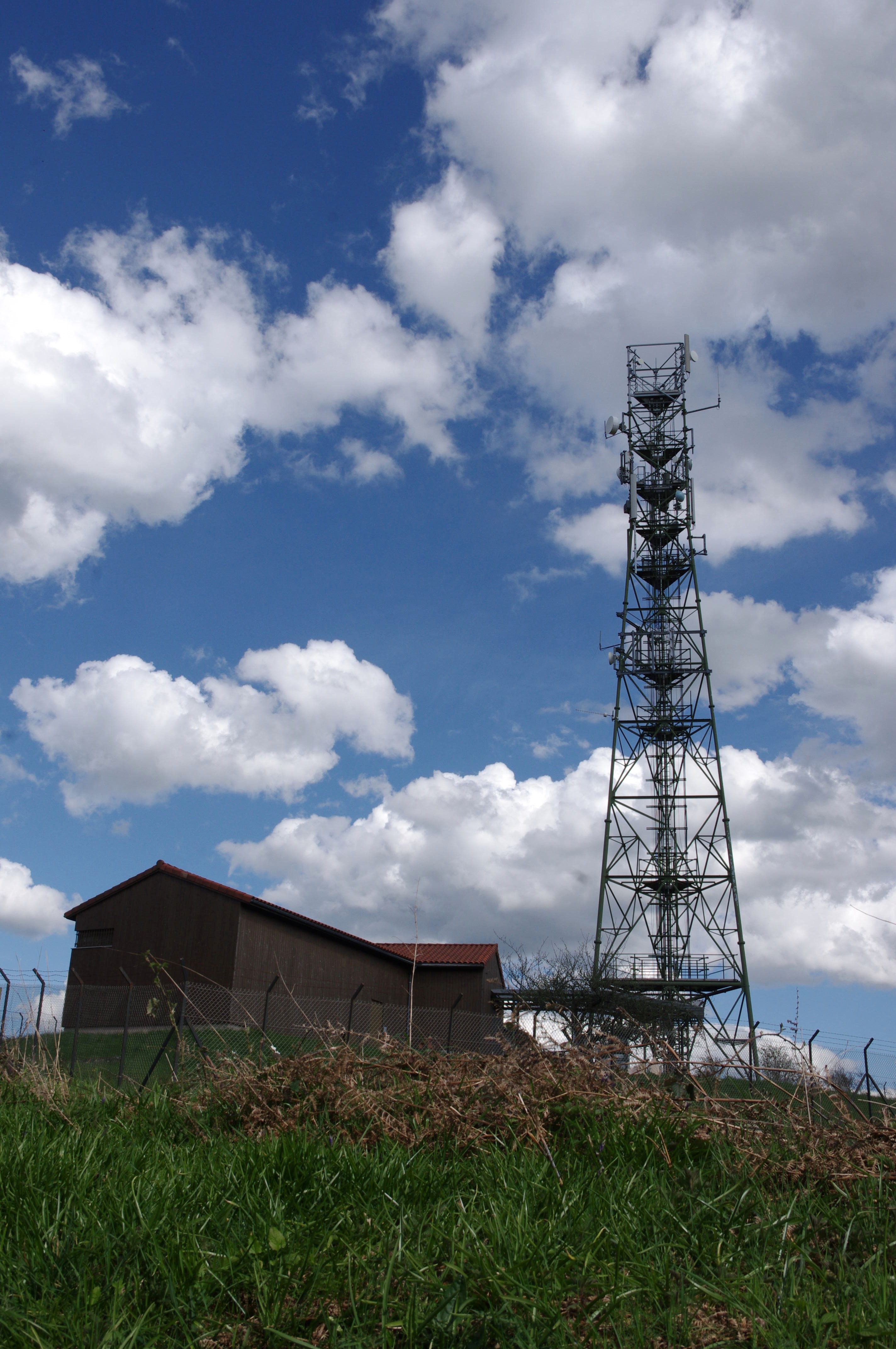
Funkmast auf dem 498 m hohen Grand-Puyconnieux